# (300043) 2006 UT137
(300043) 2006 UT137 es un asteroide perteneciente al cinturón de asteroides, descubierto el 19 de octubre de 2006 por el equipo del Mount Lemmon Survey desde el Observatorio del Monte Lemmon, Arizona, Estados Unidos.

## Designación y nombre
Designado provisionalmente como 2006 UT137.

## Características orbitales
2006 UT137 está situado a una distancia media del Sol de 3,052 ua, pudiendo alejarse hasta 3,488 ua y acercarse hasta 2,617 ua. Su excentricidad es 0,142 y la inclinación orbital 9,287 grados. Emplea 1948,41 días en completar una órbita alrededor del Sol.

## Características físicas
La magnitud absoluta de 2006 UT137 es 15,7.